# Huodendron tibeticum
Huodendron tibeticum là một loài thực vật có hoa trong họ Bồ đề. Loài này được (J. Anthony) Rehder mô tả khoa học đầu tiên năm 1935.